# Ostia ripiena
Le ostie ripiene  sono dolci tipici della tradizione gastronomica di Monte Sant'Angelo.

## Caratteristiche[2]
Le ostie ripiene sono composte da due cialde ovali di ostie, di colore bianco panna. Il ripieno è costituito da mandorle tostate, caramellate con zucchero e miele.
Un pizzico di cannella conferisce loro il caratteristico aroma speziato.

## Storia
Il dolce è di origini molto antiche ed è legato alla tradizione culinaria di Monte Sant'Angelo, città posta sul promontorio garganico e famosa per il Santuario di San Michele Arcangelo (patrimonio UNESCO).
Il dolce è stato creato per la prima volta dalle monache clarisse nelle cucine del monastero della Chiesa della Santissima Trinità di Monte Sant'Angelo, che nel cercare di raccogliere con delle ostie delle mandorle caramellate con miele e zucchero, cadute su di un ripiano, si ritrovarono a non poter più staccare l'ostia dal caramello.
“I naturali di quella città fanno un certo biscotto dolce, composto di mandorle e mele, disposto tra due ostie, per cui ostie piene lo chiamano, e con tal nome lo mandano in dono, ed in vendita”

## Curiosità
Le ostie ripiene nel dialetto montanaro sono chiamate ostia ckiene.